# 摩根·福克斯
摩根·福克斯（英語：Morgan Fox；1993年9月21日—）是一位威爾士足球運動員。在場上的位置是後衛。他現在效力於英冠球隊女王公园巡游者。他在2014年4月25日於查爾頓獲得了一份新契約。

## 外部連結
- 足球数据库：摩根·福克斯的球员统计数据